# Fleetmark
Fleetmark è una frazione (Ortsteil) del comune tedesco di Arendsee (Altmark), situato nel circondario di Altmarkkreis Salzwedel, nel land della Sassonia-Anhalt.
Fino al 31 dicembre 2010 Fleetmark era un comune autonomo.